# Negus

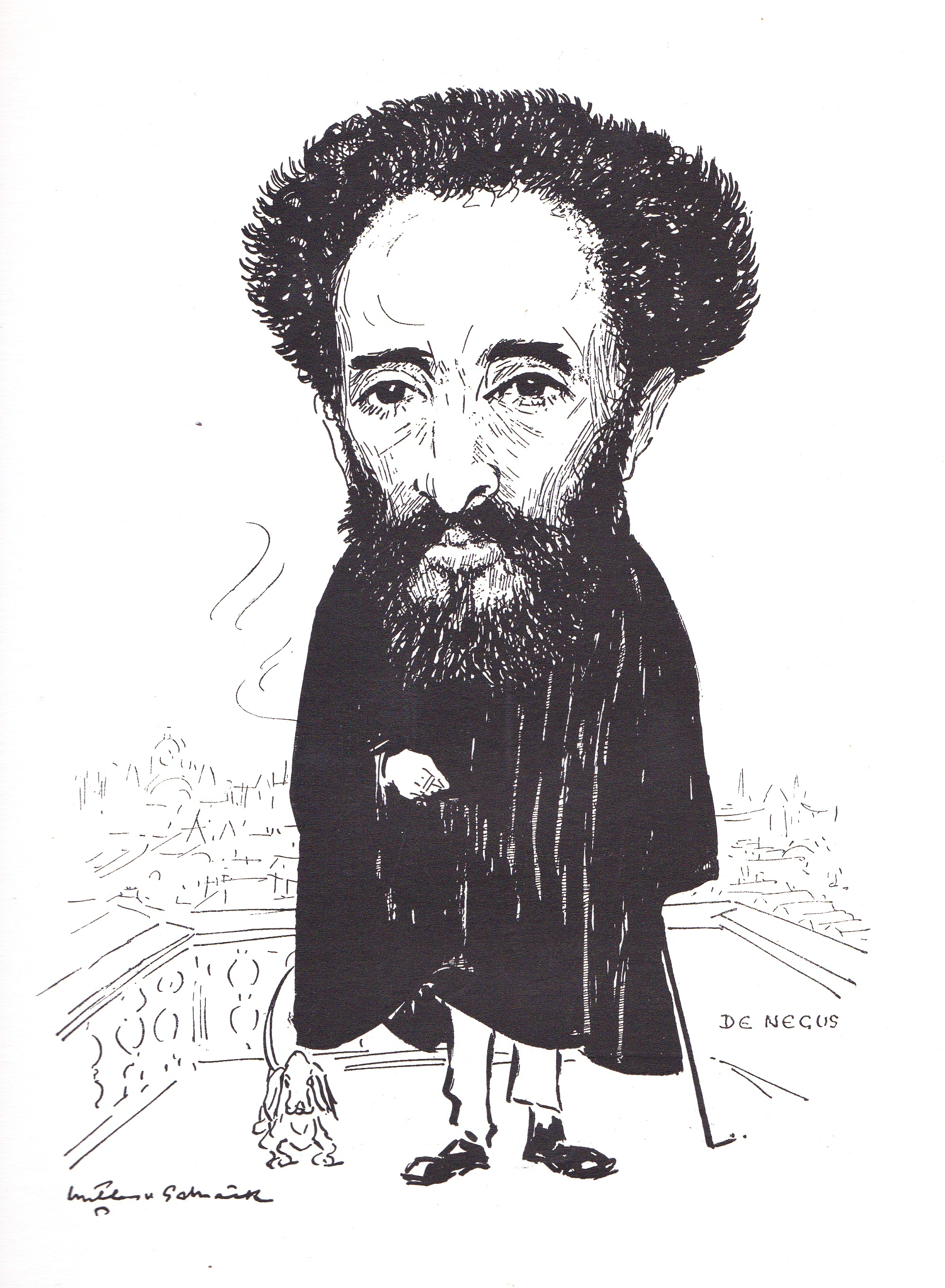
Haile Selassie. Tekening door Willem van Schaik (ca. 1937), met rechtsonder de aanduiding De Negus

Negus (vorst) (Ge'ez: ንጉሠ ነገሥት) is de titel van een Ethiopisch koning. In 1928 nam Ras Tafari Makonnen, de Ethiopische regent (en latere keizer Haile Selassie) deze titel aan. In 1930 werd hij negusa nagast, dat wil zeggen 'koning der koningen' (ofwel keizer).